# Bottapotamon engelhardti
Bottapotamon engelhardti is een krabbensoort uit de familie van de Potamidae. De wetenschappelijke naam van de soort is voor het eerst geldig gepubliceerd in 1967 door Bott.